# Perfect World (serie de televisión)
Perfect World (パーフェクトワールド Pafekuto Warudo?) es una serie de televisión japonesa transmitida desde el 16 de abril hasta el 25 de junio de 2019 por Fuji TV. Se basa en el manga homónimo de Rie Aruga.

## Argumento
Itsuki Ayukawa es un arquitecto que quedó paralizado de la cintura para abajo luego de sufrir un accidente donde se lesionó la médula espinal mientras cursaba su tercer año en la universidad. Durante la secundaria era el "As" del equipo de baloncesto, sin embargo después de su accidente decide no volver a enamorarse ni a jugar más baloncesto, debido a sus limitaciones físicas.  Por otro lado, Tsugumi Kawana, es una joven que ama dibujar y su ambición en la secundaria era la de ingresar a la universidad de arte. Durante la secundaria Tsugumi fue compañera de clases de Itsuki, de quien también estaba enamorada. Debido a su falta de confianza, nunca le revela sus sentimientos y decide no presentar el examen para entrar a la escuela de arte, abandonando su sueño. Ahora, adulta, Tsugumi trabaja en una empresa de diseño de interiores pero en un puesto de oficina.
Poco después durante una reunión relacionada con el trabajo, Itsuki y Tsugumi se reencuentran, pronto ambos se dan cuenta de que se atraen, aunque al inicio Itsuki no quiere aceptar sus sentimientos, ya que no quiere afectar a Tsugumi con su discapacidad, finalmente lo hace y comienzan una relación. Sin embargo antes de poder ser finalmente felices, deben de enfrentar algunas situaciones como, las dudas de sus padres sobre la relación, la propia enfermedad y la aparición de Miki Yukimura (la exnovia de Itsuki a quien abandonó luego de su accidente). Finalmente la pareja logra superar todos los obstáculos, encuentra el verdadero significado de la felicidad, y se casan.

## Reparto

### Principales
| Actor                        | Personaje      | N.º de episodios | Notas |
| ---------------------------- | -------------- | ---------------- | ----- |
| Tori Matsuzaka Tanabe Ririka | Itsuki Ayukawa | 10               | [ 3 ] |
| Mizuki Yamamoto Bando Ryota  | Tsugumi Kawana | 10               | [ 4 ] |

### Recurrentes
| Actor                        | Personaje         | N.º de episodios | Notas |
| ---------------------------- | ----------------- | ---------------- | --- |
| Kōji Seto Miyase Ryubi       | Hirotaka Koreeda  | -                | Es el amigo de Tsugumi Kawana, está enamorado de ella, sin embargo Tsugumi no siente lo mismo.                                  |
| Sae Okazaki                  | Motohisa Kawana   | -                | Es la hermana de Tsugumi Kawana.                                                                                                |
| Yutaka Matsushige            | Shiori Kawana     | -                | Es el padre de Tsugumi Kawana.                                                                                                  |
| Keiko Horiuchi               | Sakiko Kawana     | -                | Es la madre de Tsugumi Kawana.                                                                                                  |
| Yumi Asō                     | Fumino Ayukawa    | -                | Es la madre de Itsuki Ayukawa.                                                                                                  |
| Hokuto Matsumura             | Haruto Watanabe   | -                | |
| Yuichi Kimura                | Tsuyoshi Watanabe | -                | |
| Ryōsuke Ikeoka               | Kazuma Sawada     | -                | |
| Yuri Nakamura                | Aoi Nagasawa      | -                | Es una enfermera que cuidó de Itsuki Ayukawa durante su accidente y pronto se enamora de él, sin embargo él no siente lo mismo. |
| Erena Mizusawa Eriko Kumagai | Miki Yukimura     | -                | Es la exnovia de Itsuki Ayukawa, a quien abandona después de su accidente. Más tarde se casa con su nuevo novio.                |
| Maho Toyota                  | Michiyo Azuma     | -                | |
| Mahiru Konno                 | Kaede Takagi      | 6-8              | |
| Takashi Yamanaka             | Keigo Takagi      | 6-8              | |

### Invitados
| Actor             | Personaje | Episodio donde apareció | Notas                           |
| ----------------- | --------- | ----------------------- | ------------------------------- |
| Nasu Taito        | -         | 2                       |                                 |
| Ryōhei Abe        | -         | 2-4                     |                                 |
| Toshimasa Komatsu | -         | 4                       |                                 |
| Eiji Takigawa     | -         | 8                       | Es un colega de Tsugumi Kawana. |
| Toshihiro Yashiba | -         | 8                       | Es un miembro del personal.     |
| Masaki Suda       | -         | 10                      | Es un oficial de la ciudad.     |
| Yasuhi Nakamura   | -         | 10                      | Es un fisioterapeuta.           |

## Episodios
La serie está conformada por 10 episodios, los cuales fueron emitidos todos los martes a las 21:00 (JST).  

## Música
El tema fue "Machigai Sagashi" y estuvo a cargo del actor y cantante japonés Masaki Suda.

## Producción
La serie fue dirigida por Miyake Yoshishige y Shiraki Keiichiro, quien contó con el apoyo de la guionista Nakatani Mayumi.
Mientras que la producción estuvo a cargo de Kasai Hideyuki (河西秀幸), y la música fue realizada por Kanno Yugo.